# Bundesstraße 4
De Bundesstraße 4 (ook wel B4) is een bundesstraße in Duitse deelstaten Sleeswijk-Holstein, Hamburg, Nedersaksen, Thüringen en Beieren.
De weg begint bij Bad Bramstedt en loopt via de steden Hamburg, Lüneburg, Uelzen, Gifhorn, Braunschweig, Bad Harzburg, Braunlage, Nordhausen; Sondershausen, Erfurt, Neustadt bei Coburg, Coburg en Erlangen naar Neurenberg

## Routebeschrijving
Sleeswijk-Holstein
De B4 begint in Bad Bramstedt op een kruising met de B206. De weg loopt richting door Lentföhrden, Bilsen, Quickborn, Hasloh, Bönningstedt en kruist ten zuiden van Bönningstedt de deelstaatgrens met Hamburg.
Hamburg
In het noorden van de stad Hamburg sluit de B447 aan. De weg loopt verder de stad in en kruist bij afrit Hamburg-Eidelstedt aansluit op de A23.
Vervanging
Tussen afrit Hamburg-Eidelstedt A23 en afrit Hamburg-Stellingen A7 is de B4 vervangen door de A23 en de A7.
Voortzetting
Vanaf afrit Hamburg-Stellingen A7 is er tot in Hamburg-Eimsbüttel een samenloop met de B5. Op een kruising  in Hamburg-Eimsbüttel buigt de B5 af. Vervolgens sluit in Hamburg-Altona-Nord de B431 aan, waarna de B4 in zuidoostelijke richting naar Hamburg-Rothenburgsort loopr waar ze aansluit op de B75. De B4/B75 lopen kruist de rivier de Elbe en gaat bij afrit Hamburg-Veddel over in de A255.
Vervanging
Tussen afrit Hamburg-Veddel afrit Hamburg-Georgswerder is de B4/B75 vervangen door de  A255 en de A252.
Voortzetting
De B4/B75 begint weer ten zuidoosten van afrit Hamburg-Georgswerder en loopt naar afrit Hamburg-Wilhelmsburg-Süd waar ze aansluit op de A253.
Voortzetting
De B4 begint weer bij afrit Hammburg-Willstadt en loopt langs Hamburg-Harburg naar de deelstaatgrens met Nedersaksen.
Nedersaksen
De B4 sluit bij afrit Hamburg-Fleestedt aan op de A7.
Vervanging
Tussen afrit Hamburg-Fleestedt en afrit Lüneburg-Nord is ze vervangen door de A7 en de A39.
Voortzetting
De B3 begint weer bij afrit Lüneburg-Nord  A39 en loopt door Lüneburg. In Lüneburg sluit bij afrit Lüneburg-Adendorf de B209 aan, ze lopne samen door langs afrit Lüneburg-Dahlenburger Landstraße waar de B216 aanslui, laangs Deutsch Evern naar afrit Lüneburg-Häcklingen waar de B209 weer afbuigt. De B4 loopt verder door Melbeck, Bienenbüttel, Barum en Uelzen waar de B191 aansluit. Samen kruisen ze  de B71  en lopen verder door Haldenstadt naar het gehucht Breitenhees, waar de B191 afbuigt. Na Breitenhees loopt de B4 verder door Sprakenseh en Dedelstorf waar de B244 kruist. Dan komt de B4 bij de afrit Gifhorn waar ze de B188 kruist. De B4 loopt langs Gifhorn, door Rötgesbüttel, Meine, kruist het Mittellandkanaal en komt in de stad Braunschweig waar ze bij afrit Braunschweig-Wenden overgaat in de A391.
Vervanging
Tussen afrit Braunschweig-Wenden en de Bad Harzburger Dreieck is ze vervangen door de , de A369  en de B6.
Voortzetting
De B4 begint weer op de Bad Harzburger Dreieck waar de A369 en de B6 aansluiten. De B4 loopt langs Westerode, loopt door Bad Harzburg, Torfhaus, Altenau en  langs de Oderteich waar de B242 aansluit. De B4/B242 lopen samen door het stadje Braunlage waar ze bij de afrit Braunlage Zentrum de B27 kruist. In Sorge buigt de B4 af en loopt door Hohegeiß. Ten zuiden van Hohegeiß ligt de deelstaatgrens met Thüringen.
Thüringen
De B4 loopt verder door Ellrich, Rothesütte, het gehucht Netzkater waar de B81 aansluit en Ilfeld men kruist het riviertje de Bere komt door Niedersachswerfen en Nordhausen waar ze in het zuiden van de stad bij afrit Nordhausen-Süd de A38 kruist, door Sondershausen waar de B249 aansluit, Greußen, Straußfurt waar de B86 en de B176 aansluiten. De B4/B176 loopt door Gebesee] langs  Andisleben waar de B176 bij afrit Andisleben weer afbuigt. De B4 loopt verder langs Elxleben en Erfurt-Kühnhausen naar de afrit Erfurt-Gispersleben waar ze aansluit op de A71.
Vervanging
Vanaf afrit Erfurt-Gispersleben en de afrit Eisfeld-Nord vervangen door de A71 en de A73 en tussen afrit Eisfeld-Nord en de kruising bij Sonneberg is ze vervangen door de B281 en de B89.
Voortzetting
De B4 begint weer op een kruising met de B89 op de rondweg van Sonneberg en loopt in zuidwestelijke richting en kruist niet ver ten zuiden van de kruising mat de B89 de deelstaatgrens met Beieren.
Beieren
De B4 vormt de rondweg van Neustadt bei Coburg en Rodental waarna ze bij de afrit Neustadt bei Coburg aansluit op de A73
Vervanging
Tussen de aansluiting Neustadt bei Coburg en de afrit Coburg-Nord is de B4 vervangen door de A73.
Voortzetting
De B4 begint weer bij de afrit Coburg-Nord en loopt door de stad, waar ze tussen de afrit Creidlitz en de afrit Niederfüllbach samenloopt met de B303 en bij afrit Coburg-Süd de B289 aansluit. De weg loopt verder door Hilkersdorf, Rattelsdorf, kruist bij afrit Breitengußbach-Nord de A73. De B4 loopt door Breitengüßbach waarna de B4 bij afrit Breitengüßbach-Süd aansluit op de A73,
Vervanging
Tussen afrit Breitengüßbach-Süd en afrit Erlangen-Bruck is de B4 vervangen door de A73
Voortzetting
De B4 begint weer op afrit Erlangen-Bruck van de A73 en loopt door de stad Erlangen waarna ze bij de afrit Erlangen-Tennenlohe de A3 kruist en de stad Neurenberg binnenloopt. In Neurenberg sluit ze op de kruising Erlanger Straße/Bucher Straße aan op de B4R.
Vervanging
Tussen de kruising Erlanger Straße/Bucher Straße en de kruising Regensburgrer Straße is de B4 vervangen door de B4R. 
Voortzetting
De B4 begint weer op de kruising Regensburger Straße, loopt naar afrit Nürnberg-Fischbach waar ze aansluit op de A9.